# Dyscritomyia nigerrima
Dyscritomyia nigerrima är en tvåvingeart som beskrevs av James 1981. Dyscritomyia nigerrima ingår i släktet Dyscritomyia och familjen spyflugor. Inga underarter finns listade i Catalogue of Life.